# 도마초등학교
도마초등학교는 대한민국 경상남도 남해군에 있는 공립 초등학교이다.

## 학교 연혁
- 1940년 5월 10일 도마공립심상소학교 개교
- 1941년 4월 1일 도마공립국민학교로 개칭
- 1996년 3월 1일 도마초등학교로 개칭
- 2017년 3월 1일 33대 김계옥 교장 취임

## 참고 자료
- 도마초등학교 - 한국교육학술정보원 학교알리미